# عصيباء مبوغة سميكة
عصيباء مبوغة سميكة (الاسم العلمي: Neurospora crassa) هي نوع من الفطريات تتبع جنس العصيباء المبوغة من الفصيلة المسترجسية.